# Liste der Baudenkmale in Cadenberge
In der Liste der Baudenkmale in Cadenberge sind alle Baudenkmale der niedersächsischen Gemeinde Cadenberge im Landkreis Cuxhaven aufgelistet. Der Stand der Liste ist der 13. März 2023. Die Quelle der Baudenkmale und der Beschreibungen ist der Denkmalatlas Niedersachsen.

## Allgemein
In den Spalten befinden sich folgende Informationen:
- Lage: die Adresse des Baudenkmales und die geographischen Koordinaten. Kartenansicht, um Koordinaten zu setzen. In der Kartenansicht sind Baudenkmale ohne Koordinaten mit einem roten Marker dargestellt und können in der Karte gesetzt werden. Baudenkmale ohne Bild sind mit einem blauen Marker gekennzeichnet, Baudenkmale mit Bild mit einem grünen Marker.
- Bezeichnung: Bezeichnung des Baudenkmales
- Beschreibung: die Beschreibung des Baudenkmales. Unter § 3 Abs. 2 NDSchG werden Einzeldenkmale und unter § 3 Abs. 3 NDSchG Gruppen baulicher Anlagen und deren Bestandteile ausgewiesen.
- ID: die Objekt-ID des Baudenkmales
- Bild: ein Bild des Baudenkmales, ggf. zusätzlich mit einem Link zu weiteren Fotos des Baudenkmals im Medienarchiv Wikimedia Commons. Wenn man auf das Kamerasymbol klickt, können Fotos zu Baudenkmalen aus dieser Liste hochgeladen werden:

## Cadenberge
| Lage                                         | Bezeichnung                | Beschreibung | ID       | Bild           |
| -------------------------------------------- | -------------------------- | --- | -------- | -------------- |
| Bergstraße 18 53° 46′ 19″ N, 9° 3′ 46″ O     | Waisenhaus                 | Backsteinbau von 1861 | 31265842 |                |
| Bergstraße 18 53° 46′ 19″ N, 9° 3′ 45″ O     | Nebengebäude               | Fachwerkbau von um 1880, später nach Süden verlängert | 31265867 |                |
| Cuxhavener Straße 53° 46′ 20″ N, 9° 3′ 26″ O | St. Nikolaus               | Saalkirche aus Backstein von 1742/43 mit polygonalem Abschluss und Walmdach auf den Grundmauern eines mittelalterlichen Vorgängerbaues aus dem 13. Jh., Ausstattung vorwiegend des 18. Jh., Ausstattung bei Renovierung 1962/65 reduziert. | 31265888 | Weitere Bilder |
| Cuxhavener Straße 53° 46′ 19″ N, 9° 3′ 26″ O | St. Nikolaus (Kirchhof)    | Historischer, von einer Feldsteinmauer gefasster Friedhof mit einigen Stelen des 17./18. Jh. | 31265908 |                |
| Cuxhavener Straße 53° 46′ 19″ N, 9° 3′ 27″ O | St. Nikolaus (Einfriedung) | Feldsteinmauer, die teilweise mit einer Mauer aus Steinblöcken ausgebessert wurde. | 31265927 |                |
| Langenstraße 12 53° 46′ 0″ N, 9° 3′ 16″ O    | Wohnhaus                   | Massivbau mit Drempel von um 1900. | 31266107 |                |
| Langenstraße 12 53° 46′ 0″ N, 9° 3′ 16″ O    | Remise                     | Backsteinbau, mit Drempel, unter Satteldach mit seitlicher Einfahrt von um 1900. | 31266126 |                |

### Gut Cadenberge
| Lage                                            | Bezeichnung | Beschreibung                                                                                       | ID       | Bild |
| ----------------------------------------------- | ----------- | -------------------------------------------------------------------------------------------------- | -------- | ---- |
| Im Park 53° 46′ 30″ N, 9° 4′ 1″ O               | Gutspark    | | 31266063 |      |
| Im Park 1 53° 46′ 27″ N, 9° 4′ 2″ O             | Rentei      | 2-gesch. Backsteinbau von 1900.                                                                    | 31265992 |      |
| Im Park 2 53° 46′ 30″ N, 9° 4′ 1″ O             | Herrenhaus  | 2-gesch. Backsteinbau von 1724 erbaut durch Gutsherrn Diederich Bremer                             | 31266063 |      |
| Im Park 53° 46′ 31″ N, 9° 4′ 5″ O               | Graben      | | 31265801 |      |
| Im Park 53° 46′ 29″ N, 9° 4′ 7″ O               | Brücke      | Einbogige Gewölbebrücke aus Backstein, mit Feldstein ergänzt                                       | 31266040 |      |
| Graf-Bremer-Straße 31 53° 46′ 27″ N, 9° 4′ 3″ O | Taubenhaus  | Bau von um 1870, im EG in Backstein, im OG in Fachwerk, mit Andreaskreuzen, Hofseitig Fachwerkturm | 31265969 |      |
| Graf-Bremer-Straße 33 53° 46′ 26″ N, 9° 4′ 4″ O | Scheune     | Zweiständer-Hallenhaus in Fachwerk von 1747                                                        | 31265946 |      |

## Geversdorf
| Lage                                       | Bezeichnung               | Beschreibung | ID       | Bild |
| ------------------------------------------ | ------------------------- | --- | -------- | ---- |
| An der Kirche 53° 47′ 44″ N, 9° 4′ 39″ O   | St. Andreas               | Saalkirche aus Backstein von 1842/43 nach Plänen von Landbaumeister Conrad Ernst Albrecht Giesew Ausstattung: Bronzetaufbecken 1505 von Meister H. Kock, Orgel 1843 von Philipp Furtwängler; Glocke 1420. | 31267441 |      |
| An der Kirche 53° 47′ 44″ N, 9° 4′ 36″ O   | St. Andreas (Kirchhof)    | Friedhof auf einer Wurt, nach Osten abgeschlossen von einer schmiedeeisernen Einfriedung mit Tor zwischen verputzten Steinpfosten mit spitzbogigen Blendfeldern. Grabmale u.a. des 17./18. Jh. erhalten. | 31267441 |      |
| Hauptstraße 1 53° 47′ 48″ N, 9° 4′ 24″ O   | Gefallenendenkmal         | Zentral ein großer Findling mit aufgestelltem Steinkreuz für die Gefallenen des Ersten Weltkriegs, umlaufend um die Anlage kleine stehende Gedenksteine mit einzelnen Namen der 1914 bis 1918 Gefallenen. Östlich vom Friedhofseingang eine dreieckige Stele für die Kämpfer des Deutsch-Französischen Krieges 1870/71, westlich auf gemauerten Feldsteinsockel Findling mit Tatzenkreuz und der Aufschrift 1939-1945. Errichtet wohl um 1920 für die Gefallenen des Ersten Weltkriegs, nach 1945 umgestaltet zu einer Denkmalanlage auch für die Gefallenen der Kriege 1870/71 und 1939–45.                                                                      | 31267509 |      |
| Hauptstraße 1 53° 47′ 50″ N, 9° 4′ 24″ O   | Friedhof                  | | 31267486 |      |
| Hauptstraße 10 53° 47′ 47″ N, 9° 4′ 44″ O  | Altenteilerhaus           | Backsteinbau mit zwei Baukörpern, erbaut in neunziger Jahren des 19. Jh. als Altenteilersitz des Ritterguts Geversdorf. | 31267531 |      |
| Hauptstraße 10 53° 47′ 46″ N, 9° 4′ 44″ O  | Stall                     | Eingeschossiger Backsteinbau mit Drempel, unter ziegelgedecktem Satteldach. Erbaut als Stall um 1895. | 31267551 |      |
| Itzwörden 3 53° 48′ 27″ N, 9° 5′ 7″ O      | Wohn-/ Wirtschaftsgebäude | Backsteinbau von um 1890 für die Adelsfamilie von Plate. | 31252178 |      |
| Laak 38 53° 46′ 27″ N, 9° 8′ 16″ O         | Wohn-/ Wirtschaftsgebäude | Fachwerk-Hallenhaus mit Backsteinausfachung von um 1820. | 31267609 |      |
| Laak 38 53° 46′ 27″ N, 9° 8′ 16″ O         | Kruppscheune              | Zweiständerbau in Fachwerk von 1859 (i). | 31267629 |      |
| Laak 38 53° 46′ 28″ N, 9° 8′ 16″ O         | Kornscheune               | Verbretterter Wandständerbau von um 1850. | 31267651 |      |
| Mannhausen 1 53° 46′ 18″ N, 9° 8′ 11″ O    | Herrenhaus                | Freistehender breitgelagerter eingeschossiger Backsteinbau unter hohem ziegelgedecktem Mansarddach. Erbaut als symmetrisch gestaltete Dreiflügelanlage mit zwei sehr kurzen Seitenflügeln, diese mit Walmdach; hoher Sandsteinsockel. Mittelflügel mit dreiachsigem zweigeschossigem, übergiebeltem Mittelrisalit; die südwestliche Traufseite verputzt. Umlaufend in Trauflage profiliertes Sandstein-Kranzgesims. Erschließung erfolgt zentral über den Risalit durch eine zweiflügelige bauzeitliche Füllungstür, darüberliegend ein Sandsteingiebel mit ovalem Fenster. Im Inneren bauzeitliche Ausstattung (Fliesen, Treppe, Türen, Fenster, Öfen) erhalten. | 31267671 |      |
| Marne 1 53° 47′ 14″ N, 9° 6′ 8″ O          | Wohn-/ Wirtschaftsgebäude | Großes Zweiständerhaus vom Anfang des 19. Jh. in Fachwerk | 31267715 |      |
| Marne 1 53° 47′ 14″ N, 9° 6′ 8″ O          | Scheune                   | Backsteinbau von um 1870 | 31267738 | BW   |
| Marne 1 53° 47′ 13″ N, 9° 6′ 8″ O          | Stall                     | Backsteinbau von um 1890 | 31267759 | BW   |
| Marne 1 53° 47′ 13″ N, 9° 6′ 11″ O         | Scheune                   | Langgestreckter Gefügebau aus der Mitte des 19. Jh. | 31267779 | BW   |
| Neuendeich 9 53° 46′ 59″ N, 9° 6′ 20″ O    | Wohn-/ Wirtschaftsgebäude | Zweiständer-Hallenhaus in Fachwerk mit Backsteinausfachung aus der Mitte 18. Jh. | 31267800 | BW   |
| Neuendeich 11 53° 46′ 58″ N, 9° 6′ 14″ O   | Wohn-/ Wirtschaftsgebäude | Zweiständer-Hallenhaus in Fachwerk von 1746 (i), Datierung am Torbalken. | 31267822 |      |
| Neuenseebogen 2 53° 47′ 16″ N, 9° 5′ 29″ O | Wohn-/ Wirtschaftsgebäude | Zurückliegender Zweiständerbau in Fachwerk von 1860 (i). | 31267868 |      |
| Niendieck 2 53° 47′ 5″ N, 9° 6′ 43″ O      | Gutshaus Niendieck        | Backsteinbau von 1905. | 39331489 |      |
| Schnook 2 53° 47′ 50″ N, 9° 5′ 52″ O       | Kate                      | Im Bogen der Oste, frei zwischen Wiesen auf Wurt stehender Backstein- und Fachwerkbau mit Backsteinausfachung, unter reetgedecktem Satteldach, an Westseite mit Walm. Wirtschaftsteil mit Mistgangtüren, ohne Tor. Erbaut in erster Hälfte 19. Jh. | 31267904 | BW   |